# Franz Heinrich Böckh
Franz Heinrich Böckh (* 1787 in Klagenfurt; † 4. November 1831 in der Leopoldstadt bei Wien) war ein österreichischer Schriftsteller, der sich mit Wiener Lokalgeschichte befasste.

## Leben und Bedeutung
Böckh arbeitete als Buchdruckerey-Factor bei den Buchdruckern Bernhard Philipp Bauer und ab 1828 Franz und Felix Stückholzer von Hirschfeld. Er schrieb einige lokalhistorisch interessante Bücher über die Stadt Wien.
1918 wurde die Böckhgasse in Wien-Meidling nach ihm benannt.

## Werke
- Wiens lebende Schriftsteller, Künstler und Dilettanten, Wien: Bauer, 1821 (Digitalisat)
- Merkwürdigkeiten der Haupt- und Residenz-Stadt Wien und ihrer nächsten Umgebungen. Ein Handbuch für Einheimische und Fremde, Wien: Bauer 1823 (Digitalisat) – Reprint Wien: Promedia, 2005.
- Wien, die Hauptstadt des Erzherzogtums Österreich, o. J.